# Stistaïta
La stistaïta és un mineral de la classe dels sulfurs. El nom reflecteix la seva composició química stibium (nom llatí per a l'antimoni) i stanum (nom llatí per a l'estany). Va ser aprovat per la IMA l'any 1969.

## Característiques
La stistaïta és un sulfur de fórmula química SnSb. Cristal·litza en el sistema trigonal. La seva duresa a l'escala de Mohs és 3. Pot presentar impureses de coure.
Segons la classificació de Nickel-Strunz, la stistaïta pertany a «02.AA: Aliatges de metal·loides amb Cu, Ag, Au» juntament amb els següents minerals: domeykita-β, domeykita, koutekita, novakita, cuprostibina, kutinaïta, al·largent, discrasita, maldonita i algodonita. Segons la classificació de Dana es troba al grup 1.3.1.5.

## Formació i jaciments
Sol trobar-se concentrat en dipòsits de tipus placer. La seva localitat tipus es troba a l'Uzbekistan. A part de a la seva localitat tipus ha estat descrit al dipòsit de Kubaka (Sibèria) i al massís de Kovdor (Península de Kola).